# Ranica
Ranica é uma comuna italiana da região da Lombardia, província de Bérgamo, com cerca de 5.813 habitantes. Estende-se por uma área de 4 km², tendo uma densidade populacional de 1453 hab/km². Faz fronteira com Alzano Lombardo, Gorle, Ponteranica, Scanzorosciate, Torre Boldone, Villa di Serio.

## Demografia
| Variação demográfica do município entre 1861 e 2011                               |
|                                                                                   |
| Fonte: Istituto Nazionale di Statistica (ISTAT) - Elaboração gráfica da Wikipedia |